# Marino Bisso
Marino Bisso (Genova, 11 dicembre 1966) è un giornalista italiano.

## Biografia

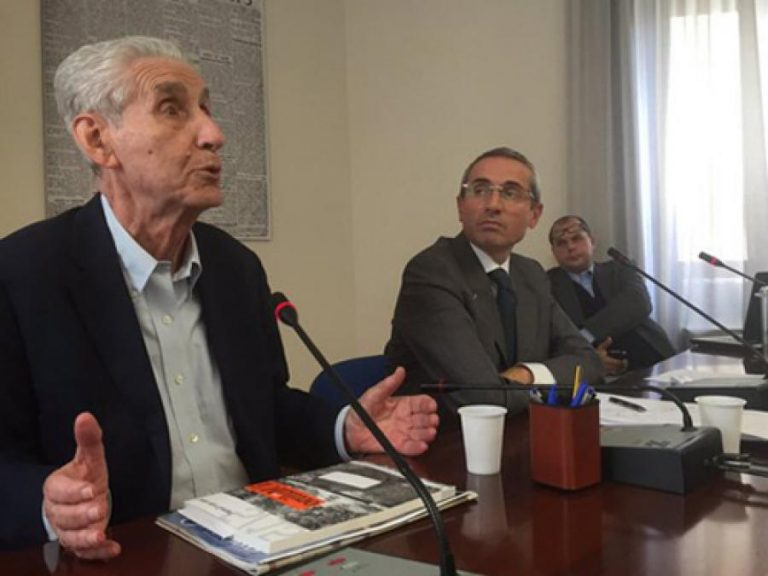
Roma 3 novembre 2015 - conferenza stampa alla Federazione Nazionale Stampa Italiana - Rete NoBavaglio - Stefano Rodotà, Raffaele Lorusso, Marino Bisso

È nato a Genova e vive a Roma. Negli anni ottanta ha incominciato a collaborare al quotidiano Corriere Mercantile, ove si è occupato di cronaca.
Ha diretto alcune pubblicazioni legate al mondo del volontariato sociale.
Ha poi collaborato per diversi anni al quotidiano Il Lavoro che, nel 1992, venne incorporato ne La Repubblica.
Cronista di nera e giudiziaria per più di vent'anni è, dal 1995, giornalista de La Repubblica, in cui è stato componente del Comitato di Redazione.
Dal 2007 è uno dei responsabili della Cronaca di Roma de La Repubblica, dove è vice capo servizio.
Si è occupato di cronaca giudiziaria, ha seguito inchieste su affari, politica, legalità, sanità e sprechi amministrativi e politici.
Nel 2007, per le inchieste sulla sanità nazionale e del Lazio, è stato insignito, con Carlo Picozza, del premio giornalistico “Cronista dell’anno".
Nel 2015 ha scritto con Stefano Rodotà un appello per l'indipendenza dell'informazione e con lo stesso Stefano Rodotà e i giornalisti Arturo Di Corinto e Giovanni Maria Riccio è stato tra i primi firmatari della petizione contro la cosiddetta legge bavaglio
.

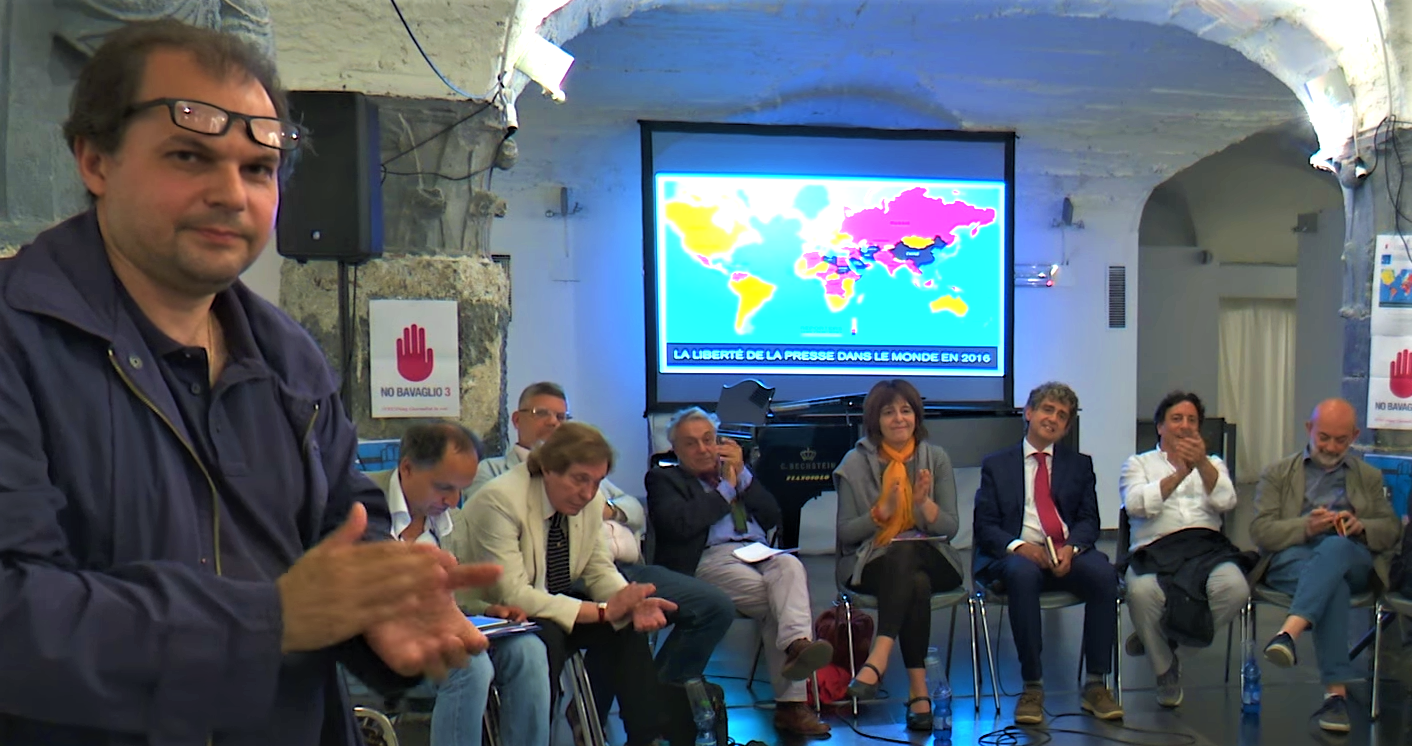
Marino Bisso con altri giornalisti e giuristi al convegno #LIBERI DI ESSERE INFORMATI - Genova, 16 giugno 2016

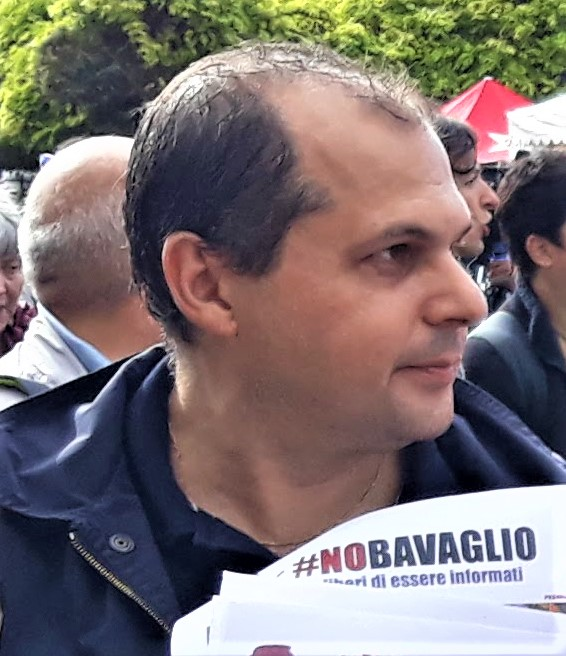
Marino Bisso - Rete #NoBavaglio, ottobre 2018

Sempre nel 2015, ha fondato, con Carlo Picozza, la Rete NoBavaglio, NoBavaglio PRESSing, liberi di essere informati, una rete di giornalisti, freelance, operatori dell’informazione, uffici stampa, video-foto reporter, blogger, attivisti per i diritti e battaglie civili per la libertà e il diritto dei cittadini di essere informati di cui è uno dei rappresentanti ed esponenti.

## Inchieste
Alcune tra le più note: quelle su Lady Asl, lo scandalo nella sanità laziale, nel 2004, con oltre 100 arresti e più di 82 milioni di euro sottratti alla Servizio Sanitario Regionale, lo scandalo e le insidie delle gallerie ipogee del Policlinico Umberto I
, quello degli Angelucci, re delle cliniche private accreditate, "Concorsopoli" alla Università di Roma La Sapienza, sulla morte di Stefano Cucchi.
Degne di nota alcune inchieste sulla sanità d'eccellenza nel Lazio quelle sullo scandalo dei voli di stato.
Poi gli articoli per l'inchiesta giornalistica sul Caso Orlandi
   .
Nel 2018 un servizio sull'ultimo segreto sul delitto Matteotti.

## Pubblicazioni
- A voce alta. La libertà di espressione nel mondo. La tutela negata. A cura di Alessandra Montesanto e Giuseppe Acconcia, redatto con Jorida Derivshi, Sonia Znin, Tini Codazzi, Marino Bisso, Stefano Galieni, Amin Wahidi, Roma, Kanaga, La Melagrana – Educazione, intercultura e cambiamento sociale, 2020. ISBN 978-88-32152-53-1

## Premi e riconoscimenti
Nel 2007, con Carlo Picozza, il riconoscimento speciale del Presidente della Camera, per il premio giornalistico di “Cronista dell’anno” .
Nel 2022, il premio giornalistico “Un Giglio per la Pace e la Libertà di Stampa”   .